# SEC Centre
Lo Scottish Event Campus (SEC), sino al 2017 Scottish Exhibition + Conference Centre (SECC), è il più grande centro congressi della Scozia.

## Storia
La Scottish Development Agency (SDA) nel 1979 decise la costruzione a Glasgow di un centro congressi.
Venne selezionato un sito presso il Queen's Dock sulla riva nord del Clyde, nel quartiere di Finnieston, che era stato chiuso alla navigazione nel 1969.
I lavori di interramento iniziarono nel 1982 con l'utilizzo delle macerie della ex stazione ferroviaria di St Enoch. La costruzione degli edifici iniziò nel 1983.
Dopo l'apertura, avvenuta nel 1985, il complesso ha subito due importanti ampliamenti: il primo è stato il SEC Armadillo nel 1997, il secondo The SSE Hydro nel 2013.
Dal 31 ottobre al 13 novembre 2021 ha ospitato la COP26, Conferenza sul cambiamento climatico delle Nazioni Unite.
L'intero complesso occupa un'area di 64 acri (circa 259 000 m²), comprensivo di parcheggi a raso, un parcheggio multipiano (Hydro multi-storey car park) e il Crowne Plaza Glasgow Hotel; è collegato alla rete ferroviaria Argyle Line con la stazione di Exhibition Centre.
Lo Scottish Event Campus è posseduto e diretto dalla Scottish Event Campus Limited, controllata per il 90,86% dal Consiglio comunale di Glasgow e per il 9,14% da investitori privati (banche, fondi pensione e compagnie assicurative).

## SEC Centre
Il SEC Centre è il primo edificio ad essere completato, aperto il 7 settembre 1985 con un concerto della Royal Scottish National Orchestra (RSNO), diretta da Alexander Gibson, e ufficialmente inaugurato nel novembre del 1985 dalla regina Elisabetta II in occasione dello Scottish Motor Show. Nel 1988 ospitò il Grand International Show, parte del Glasgow Garden Festival. Nel 1990, in quanto Glasgow Città europea della cultura, il SECC ospitò un concerto di Luciano Pavarotti e il corpo di ballo del Bol'šoj con l'opéra-ballet Mlada di Nikolaj Rimskij-Korsakov. Il 29 ottobre 1991 ospitò una data del Waking Up the World Tour di Bryan Adams davanti a 12 000 spettatori. Nel 1993 il SECC registrò il decimilionesimo ingresso. Nel settembre del 1996 venne inaugurata una nuova sala, la Hall 3.
Alla sua apertura, il SECC venne soprannominato dalla popolazione locale The Big Red Shed (Il grande capannone rosso), per il suo aspetto esteriore somigliante a un gigantesco magazzino dipinto di rosso. Il soprannome divenne superfluo dopo che l'edificio principale venne ridipinto di grigio nel 1997, come il nuovo Clyde Auditorium.
La parte storica è formata da 5 sale interconnesse che possono ospitare congressi, riunioni, esposizioni, spettacoli e concerti. Di fianco alla Hall 1, nel maggio del 1997, venne inaugurata la Loch Suite, al cui interno si trova il Lomond Auditorium, omologato per 624 posti a sedere.
| Sala   | area     | dimensioni           | capacità |
| ------ | -------- | -------------------- | -------- |
| Hall 1 | 775 m²   | 27,9 × 21,8 × 3,9 m  | 500      |
| Hall 2 | 2315 m²  | 51,3 × 44,2 × 9,0 m  | 2 500    |
| Hall 3 | 5095 m²  | 82,1 × 59,7 × 9,0 m  | 5 000    |
| Hall 4 | 10065 m² | 115,4 × 81,7 × 9,0 m | 12 000   |
| Hall 5 | 4105 m²  | 81,6 × 44,5 × 9,0 m  | 4 000    |

## NHS Louisa Jordan

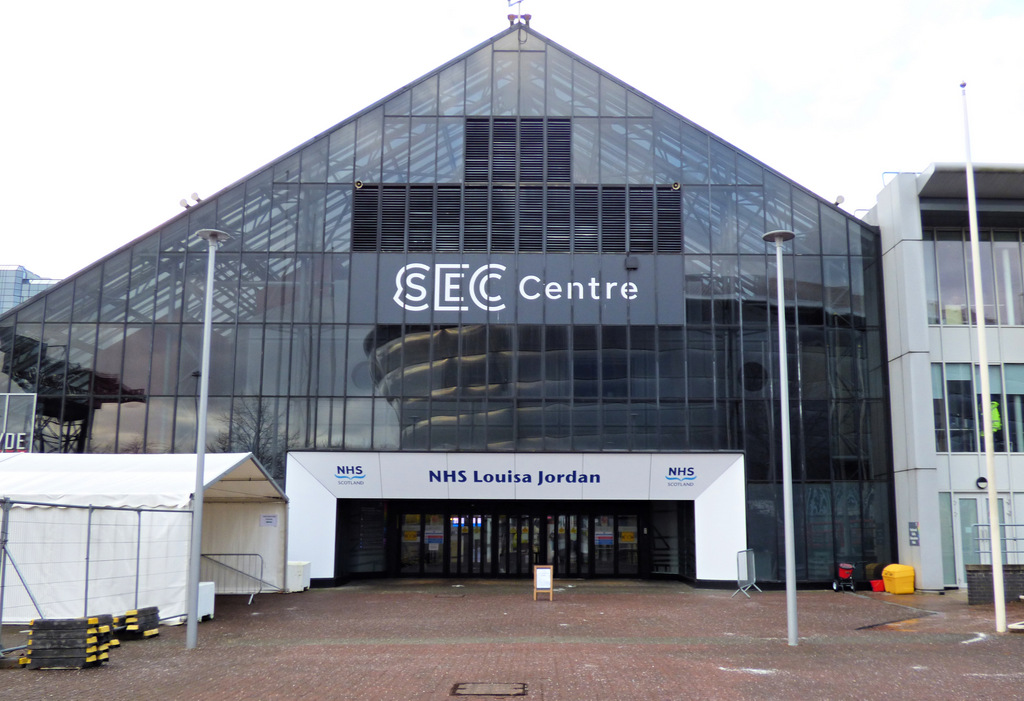
NHS Louisa Jordan

A causa della pandemia di COVID-19, il SEC Centre è stato trasformato in un ospedale di terapia intensiva intitolato NHS Louisa Jordan e gestito dall'NHS Scotland, inizialmente progettato per una capacità di 300 posti letto, con la possibilità di superare i 1 000, se necessario. Operativo dal 20 aprile 2020, è stato inaugurato il 30 aprile 2020 dalla principessa Anna in collegamento video.
Contrariamente ai propositi iniziali non è mai stato utilizzato per l'ospedalizzazione dei contagiati ma, sino al 3 aprile 2021, come centro medico per circa 32 000 visite mediche, la formazione di 6 900 operatori sanitari, 500 donazioni di sangue e 175 000 vaccinazioni ai cittadini di Glasgow. Dal 6 aprile le vaccinazioni sono proseguite nel vicino The SSE Hydro L'NHS Louisa Jordan ha chiuso in data 18 luglio 2021 con un bilancio finale di 370 000 vaccinazioni.
La titolazione è dedicata all'infermiera Louisa Jordan, morta a causa dell'epidemia di tifo nella Serbia del 1915.

### Annotazioni
1. ↑  La Scottish Development Agency (SDA), attiva tra il 1975 e il 1991, era un'agenzia non ministeriale con il compito di incoraggiare gli investimenti e lo sviluppo economico della Scozia.

### Fonti
1. ↑  (EN) Architecture Notes, su canmore.org.uk.
2. ↑  (EN) All change as SECC is renamed the Scottish Event Campus, su Glasgow Times, 26 gennaio 2017.
3. ↑  (EN) Scottish Development Agency: Involvement with the Private Sector (PDF), su nao.org.uk, 5 maggio 1988,  pp. 16-17.
4. ↑  (EN) Glasgow, general view, showing Queen's Dock and Yorkhill Hospital. Oblique aerial photograph taken facing north., su canmore.org.uk.
5. ↑  (EN) Glasgow, Stobcross, Queen's Dock, su canmore.org.uk.
6. ↑  (EN) Glasgow St Enoch, su railscot.co.uk.
7. ↑  (EN) Tony Rogers, Conferences and Conventions. A global industry, Elsevier, 2008,  p. 362.
8. 1 2  (EN) Stephen Terry, The Glasgow Almanac: An A-Z of the City and its People, Neil Wilson Publishing, 2011.
9. ↑  (EN) SECC CAMPUS - Site Plan (PDF), su ovohydro.com. URL consultato il 18 ottobre 2021 (archiviato dall'url originale il 16 ottobre 2021).
10. ↑  (EN) About the SEC, su sec.co.uk.
11. 1 2  (EN) SEC Centre, su scottish-places.info.
12. ↑  (EN) Russell Leadbetter, Those were the days - Pavarotti at the SECC: 1990 and 1992, su The Herald, 11 novembre 2019.
13. ↑  (EN) Mlada, su operascotland.org.
14. ↑  (EN) Details, su concertarchives.org.
15. ↑  (EN) Conor Hourihan, Meet the Venue: SEC, Glasgow, su gallowglass.com, 2 maggio 2018.
16. ↑  (EN) Temporary COVID-19 medical facility, su gov.scot, 30 marzo 2020.
17. ↑  (EN) Construction of NHS Louisa Jordan complete, su gov.scot, 19 aprile 2020.
18. ↑  (EN) Gina Davidson, Princess Anne gives royal seal of approval to NHS Louisa Jordan, su The Scotsman, 30 aprile 2020.
19. 1 2  (EN) NHS Louisa Jordan Hospital closes today, su NHS Louisa Jordan, 31 marzo 2021.
20. 1 2  (EN) Caitlyn Dewar, Coronavirus Scotland: Glasgow's NHS Louisa Jordan closes, su The Herald, 19 luglio 2021.
21. ↑  (EN) NHS Louisa Jordan, su gov.scot, aprile 2020.